# デルフィン・ロレンザーナ
デルフィン・ネグリロ・ロレンザーナ（英語: Delfin Negrillo Lorenzana、1948年10月28日 - ）は、フィリピンの政治家。2016年6月より同国の国防大臣を務めている。

## 経歴
1948年10月28日にコタバト州ミッドサヤップに誕生した。1973年3月から2004年10月まで軍務にあり、その後は2016年6月に国防大臣に就任した。
2020年2月にフィリピン政府がアメリカに破棄を通知したと発表した地位協定について、2021年7月にフィリピンを訪問したアメリカのオースティン国防長官と会談し、同協定の維持を表明した。